# Akihito
Akihito (japonsko: 明仁; prečrkovanje po Hepburnu: Akihito), japonski cesar, * 23. december 1933, Tokio, Japonska.
Akihito je član japonske cesarske hiše, ki je kot 125. cesar Japonske vladal od 7. januarja 1989 do 30. aprila 2019. Vodil je med obdobjem Heisei, pomen katerega je doseganje miru po svetu.
Akihito se je kot prvi sin cesarja Šova in cesarice Kodžun rodil leta 1933 v Japonskem imperiju. Med drugo svetovno vojno se je izselil iz Tokia s svojimi sošolci in ostal v mestu Niko do leta 1945. Leta 1952 sta potekali slovesnost ob Akihitovi polnoletnosti in kronanju za prestolonaslednika, po katerih je prevzel uradne dolžnosti kot prestolonaslednik. Leta 1959 se je poročil z Mičiko Šoda, s katero ima tri otroke: Naruhita, Fumihita in Sajako. 
Po smrti očeta cesarja Šova leta 1989 je Akihito leta 1990 nasledil krizantemin prestol na slovesnosti ob ustoličenju. Akihito je abdiciral leta 2019 zaradi visoke starosti in slabšega zdravja, ter tako postal daidžo tenno (太上天皇, Daijō Tennō).